# 三明広幸
三明 広幸（みあけ ひろゆき、1965年5月25日 - ）は、日本の空手家。三段（大山倍達生存時に取得）。

## 来歴
兵庫県生まれ。宇治市内の高校在学中に極真会館本部直轄大阪道場（当時の代表は岩村博文8段）に入門、緑帯の時に川畑幸一が率いる極真会館京都支部に入門。のちに、後輩の桑島靖寛、小井義和と共に全日本大会や地方大会で入賞、3人揃って第4回全世界空手道選手権大会に出場し、京都支部の黄金時代を築いた。
第22回全日本空手道選手権大会では七戸康博らを破って第5位に入賞、全日本ウェイト制空手道選手権大会（中量級）でも2度優勝している。極真会館分裂後の第6回全世界空手道選手権大会（協議会派）では第6位に入賞する。
新極真会京都南支部長として道場生の指導に当たっていたが、2004年に支部運営を後進に譲り武道空手追求の生活に入る。
2006年6月現在武道空手研究会の代表として"生涯現役"を掲げて各種大会に出場していたが、試合からは遠ざかっている。